# Limnopoa
Limnopoa es un género de plantas herbáceas de la familia de las poáceas. Es originario de India.

## Etimología
El nombre del género deriva de las palabras griegas limne (piscina, lago) y poa (hierba), refiriéndose a su hábitat.

## Especies
- Limnopoa jahnii
- Limnopoa meeboldi